# James Godday
James Godday (Kaduna, 9 januari 1984) is een Nigeriaanse sprinter, die gespecialiseerd is in de 400 m.
Op de Olympische Spelen van Athene in 2004 maakte hij met zijn teamgenoten
Musa Audu, Saul Weigopwa, Enefiok Udo-Obong onderdeel uit van de 4 x 400 m estafetteploeg. Het team won een bronzen medaille achter de Teams van de Verenigde Staten en Australië. Op het WK 2005 in Helsinki werd hij uitgeschakeld in de halve finale met 46,62 seconden. Tijdens de voorrondes liep hij een persoonlijk record van 45.30. In februari 2006
verbeterde hij in het Nigeriaanse Abuja dit naar 44,99.
Op de Afrikaanse kampioenschappen in 2006 werd hij vijfde en bij de Afrikaanse Spelen van 2007 vierde.

## Titels
- Nigeriaans kampioen 400 m - 2005, 2006

## Persoonlijke records
| Onderdeel | Prestatie | Datum            | Plaats |
| --------- | --------- | ---------------- | ------ |
| 100 m     | 10,74 s   | 24 mei 2005      | Turnov |
| 300 m     | 32,79 s   | 25 mei 2005      | Praag  |
| 400 m     | 44,99 s   | 11 februari 2006 | Abuja  |

## Palmares

### 400 meter
- 2006: 5e Afrikaanse kampioenschappen - 46,15 s
- 2007: 4e Afrikaanse Spelen

### 4 x 400 m estafette
- 2004:  OS - 3.00,90